# Thundorf in Unterfranken
Thundorf in Unterfranken település Németországban, azon belül Bajorországban. Lakosainak száma 986 fő (2023. december 31.).

## Népesség
A település népessége az elmúlt években az alábbi módon változott:
| Lakosok száma | 593  | 544  | 1114 | 1068 | 1049 | 1041 | 1028 | 1019 | 1011 | 986  |
|               | 1950 | 1975 | 1987 | 2012 | 2013 | 2015 | 2016 | 2019 | 2021 | 2023 |